# Bukedea (district)
Pour la ville, voir Bukedea.
Le district de Bukedea est un district d'Ouganda. Sa capitale est Bukedea.

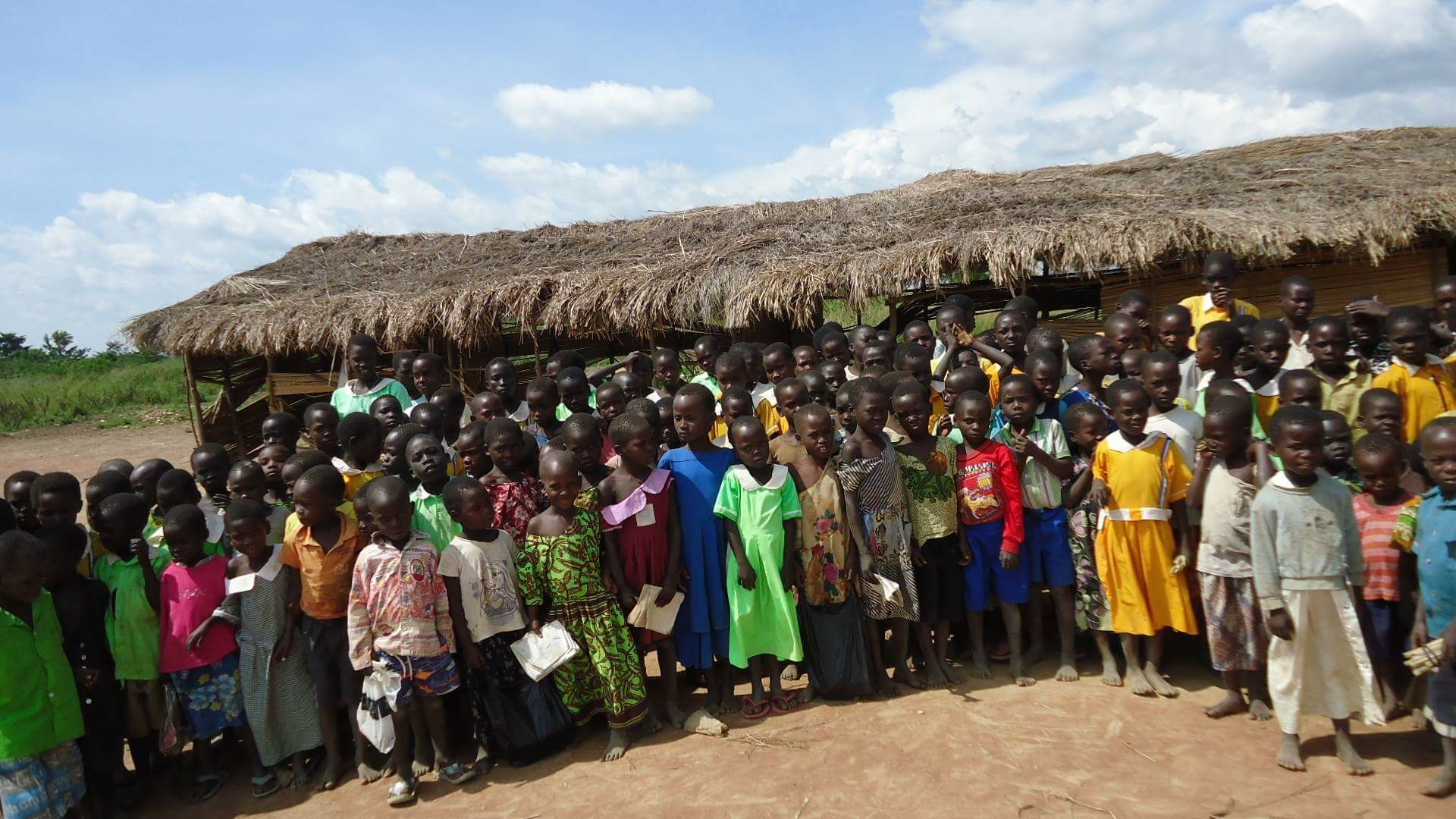
École communautaire à Kolir, dans le district de Bukedea.

## Histoire
Ce district a été créé en 2007 par séparation de celui de Kumi.